# 颶母
颶母，又名颱母，熱帶氣旋的高層輻散流場作用下自熱帶氣旋中心向外流出的高層的卷雲。颶母有大量冰晶，散射陽光而呈發光似虹霓的雲暈。這種雲常是熱帶氣旋來臨的前兆，故名颶母、颱母。